# Нагольно-Тарасівська волость
Нагольно-Тарасівська волость — історична адміністративно-територіальна одиниця Міуського, потім Таганрізького округу Області Війська Донського з центром у слободі Нагольна.
Станом на 1873 рік складалася зі слободи та 3 селищ. Населення — 3147 осіб (1601 чоловічої статі та 1546 — жіночої), 477 дворових господарства і 9 окремих будинки.
Поселення волості:
- Нагольна — слобода над річкою Нагольна за 170 верст від окружної станиці та за 35 верст від Єсаулівської поштової станції, 1596 осіб, 226 дворових господарства та 2 окремих будинки, у господарствах налічувалось 78 плугів, 162 коней, 315 пар волів, 2072 вівці;
- Довжинсько-Харитонів — селище над річкою Довжик за 180 верст від окружної станиці та за 45 верст від Єсаулівської поштової станції, 653 особи, 116 дворових господарств і 6 окремих будинків;
- Карпове-Кріпенське — селище над річкою Кріпенька за 177 верст від окружної станиці та за 42 версти від Єсаулівської поштової станції, 523 особи, 81 дворове господарство й 1 окремий будинок;
- Калинівське — селище над річкою Кріпенька за 177 верст від окружної станиці та за 42 версти від Єсаулівської поштової станції, 375 осіб, 54 дворових господарства;

Старшинами волості були:
- 1905 року — Михайло Іванович Чеботарев[2];
- 1907 року — Петро Хомич Кузьменко[3].
- 1912 року — С. М. Дворовий[4].